# Nomen nescio
Nomen nescio (NN of N.N.) is een Latijnse uitdrukking die betekent 'ik weet de naam niet' of informeel 'naam onbekend'.
Deze uitdrukking wordt in het Nederlands ook wel als zodanig gebruikt. Een variant is Nomen nominandum: 'de naam moet nog genoemd worden'. 
Situaties waarin de afkorting NN wel wordt gebruikt zijn: 
- Op formulieren met een standaardtekst die moet worden uitgesproken als er een bepaalde officiële verklaring wordt afgelegd. Op de plaats waar de naam van de betrokkene moet worden gelezen, staat in de vastgestelde tekst N.N.
- Op lijsten voor collectes. De collectant gaat langs de deuren met een lijst om geld in te zamelen voor een goed doel. Mensen die iets geven, schrijven hun naam en het bedrag op een lijst. Met die lijst wordt het bedrag dat de collectant afdraagt gecontroleerd. Gevers die anoniem willen blijven, schrijven N.N. in plaats van hun naam.
- In processen-verbaal van getapte telefoongesprekken en dergelijke komt de uitdrukking vaak voor om aan te geven dat de beller niet aan zijn stem kon worden herkend (bijvoorbeeld "NN Man belt in naar persoon X"). Soms worden er ook onbekende plaatsnamen mee aangeduid.
- Bij bronvermeldingen en bij citaten uit teksten waarvan de auteur onbekend is, kan dit worden aangeduid door N.N., meestal wordt dan echter Anon. (anoniem) gebruikt.
- Bij aktes uit de burgerlijke stand wordt N.N. vaak gebruikt voor doodgeboren kinderen.
- Bij arrestanten die (conform hun recht om te zwijgen) wensen anoniem te blijven. Veelvoorkomend bij arrestaties van demonstranten of activisten die om politieke redenen anonimiteit verkiezen, bijvoorbeeld omdat zij hun arrestatie als een politieke in plaats van juridische maatregel diskwalificeren, of omdat zij het onwenselijk achten bij te dragen aan het juridisch in kaart brengen van democratisch tegengeluid. Ook komt het voor in met name anarchistische kringen dat de staat als geheel niet erkend wordt. Genoemde arrestanten krijgen voor hun anonieme dossier een zogenoemd NN-nummer, vaak gekoppeld aan het afnemen van foto's en vingerafdrukken.